# Endoscopia

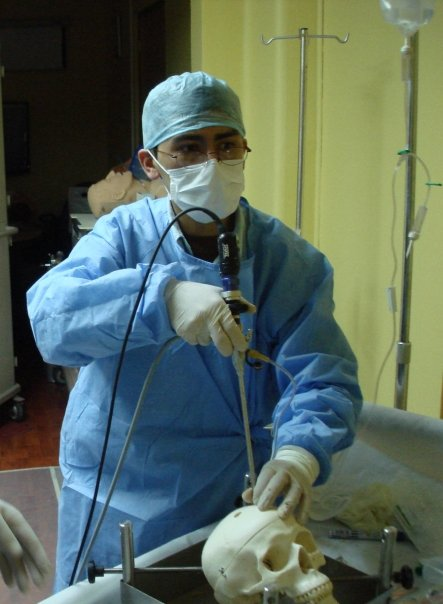
Endoscopia

Uma endoscopia é um procedimento usado na medicina para olhar dentro do corpo. O procedimento de endoscopia usa um endoscópio para examinar o interior de um órgão oco ou cavidade corporal. Ao contrário de muitas outras técnicas de imagem médica, os endoscópios são inseridos diretamente no órgão.
Existem muitos tipos de endoscopias. Dependendo do local no corpo e do tipo de procedimento, uma endoscopia pode ser realizada por um médico ou cirurgião. Um paciente pode estar totalmente consciente ou anestesiado durante o procedimento. Na maioria das vezes, o termo endoscopia é usado para se referir a um exame da parte superior do trato gastrointestinal, conhecido como esofagogastroduodenoscopia.
Para uso não médico, instrumentos semelhantes são chamados de boroscópios.

## História
Adolf Kussmaul era fascinado por engolidores de espadas que enfiavam uma espada em sua garganta sem engasgar. Isso inspirou a inserção de uma câmera, o próximo problema a resolver foi como inserir uma fonte de luz, pois ainda contavam com velas e lamparinas a óleo.
O termo endoscópio foi usado pela primeira vez em 7 de fevereiro de 1855, pelo engenheiro-óptico Charles Chevalier, em referência ao uretroscópio de Désormeaux, que começou a usar o primeiro termo um mês depois. O endoscópio auto-iluminado foi desenvolvido na Enfermaria Real de Glasgow na Escócia (um dos primeiros hospitais a ter rede elétrica) em 1894/5 pelo Dr. John Macintyre como parte de sua especialização na investigação da laringe.